# Armando Lucas
José Armando Lucas Contreras (Madrid, España, 20 de octubre de 1966) es un exfutbolista español que se desempeñaba como defensa.

## Clubes
| Club                    | País   | Año       |
| ----------------------- | ------ | --------- |
| Atlético Madrileño      | España | 1987-1988 |
| Club Atlético de Madrid | España | 1988-1990 |
| R. C. D. Mallorca       | España | 1990-1992 |
| Club Atlético Marbella  | España | 1992-1994 |
| C. D. Badajoz           | España | 1994-1995 |
| Getafe C. F.            | España | 1995-1996 |